# Centre national des sports de la défense
Le Centre national des sports de la défense (CNSD) est un organisme à vocation interarmées placé sous l'autorité du chef d'état-major de l'Armée de terre française, comprenant un complexe sportif à Fontainebleau.

## Situation et accès
Le centre se situe au sud-est de la ville de Fontainebleau, en lisière de la forêt, près de la frontière communale avec Avon, au sud-ouest du département français de Seine-et-Marne, en Île-de-France. Elle est encadrée par la rue des Archives (route départementale D137E3) à l'ouest, la route départementale 606 au sud et la ligne de Paris-Lyon à Marseille-Saint-Charles à l'est. Son accès principal s'effectue par la rue des Archives.

## Histoire

### Conservation du centre
À la suite de la suspension du service national et de la dissolution du Bataillon de Joinville, la conservation du site est débattue. En 2003, Jean-François Lamour, ministre chargé des Sports, décide de maintenir l'École interarmées des sports, rattachée au CNSD.

### Création du CNSD
Le Centre national des sports de la défense (CNSD) est créé le 1er janvier 2006 au camp Guynemer. Il comprend deux formations expertes dans le domaine de l’Entraînement physique militaire et sportif (EPMS), l’École interarmées des sports (EIS) et l’École militaire d’équitation (EME). il est placé sous l’autorité organique du général commandant la formation de l’armée de Terre de la Direction des ressources humaines de l’Armée de Terre (DRHAT) et sous l’autorité fonctionnelle du sous-chef performance de l’état-major des armées (EMA). 
Après la réhabilitation complète du Camp Guynemer en 2014, le ministre de la Défense a mandaté le commissaire aux sports militaires pour proposer un projet décrivant, à l’horizon de la loi de programmation militaire, une politique ministérielle des sports rénovée. Cette politique doit avant tout permettre la satisfaction des besoins spécifiques des armées, en confortant le sport comme pilier de la préparation individuelle et collectives des armées, en développant la pratique sportive pour tous, outil de cohésion sociale et de santé publique. Cette nouvelle politique insiste également sur le rôle du Centre national des sports de la Défense, reconnu par le protocole interministériel du 4 mars 2014, en matière de réinsertion des blessés par le sport. Enfin, un accord cadre interministériel signé en 2014 confie la responsabilité des sportifs de haut niveau de la Défense regroupés au sein de l’ « Armée de Champions » au commissaire aux sports militaires.

### Réaménagement
Le CNSD ferme pour trois années de travaux et de réaménagement. En octobre 2014, Jean-Yves Le Drian, ministre de la Défense, inaugure le centre rénové.

### Préparation aux Jeux olympiques de 2024
Le site est retenu pour les Jeux olympiques d'été de 2024 comme centre de préparation, notamment en athlétisme et a accueilli la délégation olympique sud Coréenne pendant la période des jeux olympiques,. 106 athlètes du Bataillon de Joinville ont participé aux JOP de Paris 2024. 78 aux jeux olympiques et 28 aux jeux paralympiques.

## Compétitions
Depuis la mise en place de la nouvelle politique des sports, le nombre de championnats de France militaires a doublé, le CNSD participe à la rénovation et à la dynamisation de ceux-ci. 24 compétitions dites du "Championnat militaire de France" sont organisé tous les ans sur le territoire (Badminton, Basketball, Beach Volley, Boxe, Course d'orientation, Course hors stade, Cross country, Équitation, Escalade, Football, Futsal, Golf, Handball, Judo, Natation, Parachutisme, Raid, Rugby à 7, Rugby à XV, Sauvetage sportif, Tir à l'arc, Triathlon, Volleyball, VTT).
Au regard du Championnat de France militaire de Football, l'objectif de ces compétition est avant tout, de permettre aux différents sélectionneur de pouvoir observer et sectionner des joueurs en vue des compétitions militaires internationales.

## Équipement
- piscine Hugues-Dubosq[4]
- halle Alain-Mimoun[4]
- stade de rugby Walter-Spanghero[4]

Logotype de Citésports, chargé des infrastructures sportives des nouveaux complexes dont fait partie la piscine olympique.

- terrains de football Roger-Lemerre[4]
- complexe Henri-Serandour[9]